# Ilhéu do Farol
O ilhéu do Farol é um ilhéu no extremo este da ilha da Madeira, na Região Autónoma da Madeira, Portugal, do qual dista aproximadamente de 430 m. Coberto, essencialmente, por arbustos e vegetação herbácea.
O ilhéu do Farol não possui quaisquer predadores terrestres e é um local por excelência de nidificação de aves marinhas, sendo que foi nesta zona que se registou pela primeira vez a nidificação da gaivina-rosada (Sterna dougallii) na Madeira, também aqui nidifica o pintainho (Puffinus assimilis).
Para conservar esta avifauna foi criada a Reserva Parcial da Ponta de São Lourenço, integrada no Parque Natural da Madeira.